# Pierre-Auguste Adet

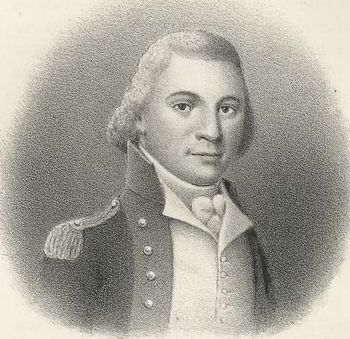
Pierre Auguste Adet

Pierre-Auguste Adet (* 17. Mai 1763 in Nevers; † 19. März 1834 in Paris) war ein französischer Arzt und Chemiker.

## Leben und Wirken
Er studierte Medizin und wurde mit der Dissertation Quaestio medico-chirurgica … An vulneribus & ulceribus succus gastricus? im Jahre 1786 promoviert. Adet war dann zunächst als Arzt tätig, und ihm wurde der Titel des docteur-régent an der Fakultät für Medizin in Paris, Faculté de médecine de Paris verliehen.
Mit Antoine Laurent de Lavoisier und anderen zusammen begann er, an der Erstellung einer chemischen Nomenklatur zu arbeiten und wurde Sekretär der im Jahre 1789 gegründeten wissenschaftlichen Zeitschrift Annales de Chimie.
1787 arbeitete er zusammen mit Jean-Henri Hassenfratz ein System der chemischen Zeichensprache weiter aus, das unter anderem den Aggregatzustand eines Stoffes verdeutlicht.
Das System von Adet und Hassenfratz stellte, verglichen mit dem System des französischen Chemikers Étienne François Geoffroy (1672–1731), der für jede chemische Substanz ein eigenes Zeichen konstruierte, einen großen Fortschritt dar. Stellten sie doch einen chemischen Körper als eine Verbindung von Zeichen dar, in der jedem Element ein Zeichen zugeordnet war, ähnlich der Buchstabenschrift im Vergleich zu dem System der Wortschrift von Geoffroy.
So war etwa das Zeichen für Sauerstoff „ - “ und das für Kohlenstoff „ ( “. Somit wurde Kohlensäure mit dem Symbol „ (- “ dargestellt. Bei einigen Elementen wurde schon von ihnen der jeweilige Anfangsbuchstabe für das betreffende Element benutzt, eine Entwicklung, die sich letztlich durchsetzen würde. Hierfür steht vor allem Jöns Jakob Berzelius (siehe Abschnitt Chemische Zeichensprache).
Pierre-Auguste Adet wurde als Nachfolger für die Agentur der Minen (agence des mines) des 1794 hingerichteten René Toussaint Daubancourt (1756–1794) eingesetzt.
Ferner war er Sekretär des Ministers der Marine und der Kolonien, ministres français de la Marine et des Colonies, und zeitweise Beauftragter für Saint-Domingue. Später, im Jahre 1795, wurde er französischer Botschafter in den Vereinigten Staaten von Amerika. In dieser Position sandte er Georges-Henri-Victor Collot (1750–1805) zu dessen Erkundungen des Ohio River und Mississippi River. Während des amerikanischen Präsidentschaftswahlkampfes im Jahre 1796 nahm er aktiv Partei für Thomas Jefferson und wurde im selben Jahr zum Mitglied der American Philosophical Society gewählt. Die diplomatischen Tätigkeiten beendete Adet im Jahre 1797. Ab 1803 war er Präfekt des Départements Nièvre. Im Jahre 1809 war er Mitglied der gesetzgebenden Körperschaft, Corps législatif.
Er wurde zum Ritter der Ehrenlegion (Légion d’honneur) ernannt, im Jahre 1814 zum Offizier der Ehrenlegion befördert und im Jahre 1808 durch Napoleon als Ritter des Reichs in der Noblesse d’Empire (chevalier de l’Empire) geadelt.
Er war Gegner der von Georg Ernst Stahl vorgeschlagenen Phlogistontheorie.

## Werke (Auswahl)
- Méthode de Nomenclature chimique proposée. 1787.
- Leçons élémentaires de chimie. 1804. (Large summary table of the nomenclature. 1788, englische Übersetzung von James St. John, 1787.)